# Swertia przewalskii
Swertia przewalskii är en gentianaväxtart som beskrevs av Pissjaukova. Swertia przewalskii ingår i släktet Swertia och familjen gentianaväxter. Inga underarter finns listade i Catalogue of Life.